# Stazione di Altare
Stazione di Altare vasútállomás Olaszországban, Altare településen.

## Vasútvonalak
Az állomást az alábbi vasútvonalak érintik:
- Torino-Fossano-Savona-vasútvonal

## Kapcsolódó állomások
A vasútállomáshoz az alábbi állomások vannak a legközelebb:
- Carcare railway station
- Cadibona railway halt